# Around and Around
Around and Around är en låt som ursprungligen spelades in och skrevs av Chuck Berry som B-sida till Johnny B. Goode 1958. Låten finns även med på albumet Chuck Berry Is on Top från 1959.
The Rolling Stones gjorde en cover på låten på sin EP Five by Five. Låten förekommer även på följande album 12X5 från 1964 och spelades på deras första uppträdande hos Ed Sullivan Show 1964.
The Animals och The Swinging Blue Jeans har bland flera andra artister också gjort en cover på låten.
Även David Bowie spelade in låten. Det skedde 1971 men den gavs ut först 1973 som B-sida till Drive-In Saturday.